# X-gebundene Endothel-Hornhautdystrophie
Die X-gebundene Endothel-Hornhautdystrophie (XECD) ist eine sehr seltene angeborene Form einer hinteren Hornhautdystrophie mit bei Geburt bestehender milchglasartiger Trübung der Hornhaut bei männlichen Betroffenen.
Die Erstbeschreibung stammt aus dem Jahre 2006 durch den Augenarzt Eduard Schmid und Mitarbeiter.

## Verbreitung
Die Häufigkeit wird mit unter 1 zu 1.000.000 angegeben, die Vererbung erfolgt X-chromosomal rezessiv. Das männliche Geschlecht ist erheblich stärker betroffen.

## Ursache
Der Erkrankung liegen Mutationen auf dem X-Chromosom Genort q25 zugrunde.

## Klinische Erscheinungen
Klinische Kriterien sind:
- Hornhauttrübung bei Geburt beim männlichen Geschlecht
- verschwommener Visus, eventuell mit Nystagmus
- beim weiblichen Geschlecht keine Symptome, kraterartige Veränderungen im Endothel der Hornhaut

## Differentialdiagnose
Abzugrenzen sind andere Formen der Hornhautdystrophie.